# Volia (компанія)
Volia (ТОВ Во́ля-ка́бель) — група телекомунікаційних компаній, представлена у двадцяти двох регіонах, у тридцяти п'яти  містах України. Група надає послуги кабельного телебачення (в тому числі HDTV та за технологією OTT Smart TV), широкосмугового доступу в Інтернет, хостингу серверів та хмарні сервіси.
Акції група компаній належать значній кількості міноритарних власників. Зокрема: SigmaBleyzer, Providence Equity Partners, Goldman Sachs, Eton Park Capital Management, ЄБРР тощо. 
Станом на 2010 рік компанія Воля сукупно покривала 2,5 млн домогосподарств України 
Станом на початок 2013 року компанія має 540 тисяч  абонентів Інтернету (7,7% ринку) та є третім інтернет-провайдером України, після Укртелекому та Київстару. 
Також компанія є найбільшим оператором на ринку платного телебачення України та має 1 млн абонентів.  Станом на 2010 рік 55% коштів компанії приносило телебачення і 45% Інтернет. 
Станом на 2017 рік мережа компанії охоплювала 3,6 млн домогосподарств.
У грудні 2020 року 100% акцій Volia викупила український медіаконгломерат Datagroup. Операція очікує погодження АМКУ, яке розпочало розгляд питання щодо поглинання Datagroup компанії Volia (шляхом придбання трьох офшорних компаній-кінцевих власників Volia) у січні 2021 року.

## Послуги
Група компаній Воля-кабель надає послуги з доступу до Мережі, трансляції телеканалів та телеканалів з власним контентом, голосового зв'язку, хостинг-серверів, хмарні сервіси та супутні послуги.

### Телебачення
Трансляція телебачення здійснюється через коаксіальний кабель, так зване «кабельне телебачення», або через будь-які широкосмугові інтернет-канали (OTT-телебачення).
В більшості міст сигнал кабельного телебачення подається у двох стандартах: аналоговому (до 84 каналів) та цифровому (понад 200 телеканалів).  Для цифрового кабельного телебачення (DVB-C) в усіх містах використовується система кодування Conax. Сигнал йде в стандарті MPEG-2 та HDTV.
ОТТ-телебачення (Smart TV) надається через будь-який широкосмуговий інтернет-канал по ліцензії на всій території України. В рамках послуги є доступ також до онлайн відео-сервісів
Також у великих містах є пакети з правом публічного показу для компаній з сектору Horeca (Готель/Ресторан/Кафе), в рамках цього тарифу здійснюються авторські відрахування правовласникам.

#### Власний контент
У мережі компанії від 1 серпня 2014 року ведуть мовлення п`ять власних телеканалів: «ВОЛЯ CINE+», «ВОЛЯ CINE+ HD», «ВОЛЯ CINE+ MIX», «ВОЛЯ CINE+ LEGEND» та «ВОЛЯ CINE+ Hit HD». , 
а з 1 лютого 2016 року створено ще нові канали «ВОЛЯ CINE+ Kids» та «ВОЛЯ CINE+ Kids HD». За даними власної вимірювальної системи провайдера, канали входять до ТОП-30 мовників

### Volia Cloud
Volia CLOUD — інноваційна послуга хмарного сервісу ВОЛІ. Вона дає клієнтам змогу оплачувати лише ресурси, задіяні у хмарній інфраструктурі. VoliaCloud пропонує комплексний пакет послуг, у тому числі відеоконференції.
Дата-центр ВОЛІ — це 3000 серверів, 3 серверні кімнати, 4 основні послуги та більше 70 тарифних планів.
З листопаду 2019 представники малого і середнього бізнесу мали можливість скористатися новою послугою компанії — Cloudserver Сервер надається з уже встановленою операційною системою, Ethernet-підключенням 100 Мбіт/с без обмежень щодо обсягу трафіку. 

### Інтернет
Другою за доходами та за кількістю абонентів для Волі-кабель є послуга надання доступу до Мережі. Найбільше вживані у компанії стандарти — Docsis та Ethernet.

#### Додаткові послуги та нюанси
- IP адреси використовуються винятково за протоколом IPv4.
  - Всі абоненти стандартів Docsis отримують мінімум одну реальну («білу») IP-адресу на своє обладнання, модем працює в режимі «міст» (англ. bridge). Динамічна IP присвоюється автоматичним методом DHCP. При замовленні фіксованих IP параметри можна прописати вручну.
  - Абоненти Ethernet за умовчанням отримують приватну («сіру») ІР, проте мають доступ до локальної мережі компанії у своєму місті. Додатково можна замовити реальну ІР-адресу.
- Поштова скринька є додатковою опцією при підключенні до Інтернету. Пропонується реєстрація поштової скриньки в доменні voliacable.com (взаємне перенаправлення з volia.ua). Обсяг скриньки до 10 Гб, підтримка протоколів POP3, IMAP також через вебінтерфейсу. Надається підтримка системи шифрування SSL, та відправлення пошти з-під інших доменів через SMTP-сервер компанії без авторизації. Наявна спам-фільтрація.
- Домени: Воля є суб-реєстратором в публічних доменах .ua, .com, .org, .com.ua, kiev.ua, та org.ua. Надається підтримка в первинній та вторинній зоні, зворотній rDNS
- VoIP — послуга голосового зв'язку, не набула широкого розповсюдження, надається лише в межах абонентської бази компанії без доступу до загальних телефонних мереж.
- VoliaCLOUD — інноваційна послуга хмарного сервісу. Вона дозволяє відмовитися від значних витрат на IT-продукти та оплачувати лише ресурси, які задіяні в хмарній інфраструктурі. VoliaCloud пропонує комплексний пакет послуг, у тому числі професійний відеоконференцзв'язок.[16]

### Хостинг
Дата-центр компанії з 2009 року має майданчик у Києві. Сукупно на 10 000 юнітів. Uptime становить 99,98%.
Надається послуги як з фізичного хостингу та колокації так і з віртуального VDS (VPS).

#### Хмарні технології
VoliaCLOUD — інноваційна послуга хмарного сервісу. Вона дає клієнтам змогу відмовитися від значних витрат на IT-продукти й оплачувати лише ресурси, задіяні в хмарній інфраструктурі. VoliaCloud пропонує комплексний пакет послуг, у тому числі професійний відеоконференцзв'язок.

### Інструменти самообслуговування
Портал абонента «Мій кабінет» дає змогу оперативно перевірити стан свого рахунку, самостійно діагностувати послуги, змінити тарифний план і отримати чимало інших послуг. Для зручності було розроблено мобільний додаток My Volia, який працює на операційних системах Android та iOS і включає основні функції порталу.
Спільнота користувачів «ВОЛЯ Клуб» складається з абонентів ВОЛІ, найбільш досвідчені з яких допомагають консультантам компанії оперативно відповідати на запитання інших абонентів, дають їм поради, обговорюють технічні новинки чи цікаві фільми.

## Дочірні підприємства
До складу групи входять дочірні компанії з 20 міст:
- Алчевськ Телерадіотрансляційна компанія «ПІРАМІДА»
- Вінниця ТзОВ «СМАРТ»
- Дніпро ТзОВ ТРК «Фальстап»
- Донецьк ТзОВ «ІВК-Донбас»
- Запоріжжя ТзОВ «КИТС»
- Кропивницький ТзОВ «КАБС»
- Київ ТзОВ «Воля-кабель», ТзОВ «ІВК»
- Краматорськ ТзОВ «ТРК Краматорськ»
- Кривий Ріг ТзОВ «Рикона»
- Львів «Львів КТБ»
- Полтава ТзОВ «Поіск-ТВ»
- Рівне ТзОВ ТРК «Рівне ТВМ»
- Сімферополь ТзОВ КТРК «Девком»
- Севастополь ТзОВ КТРК «Девком»
- Суми ТзОВ «Телесвіт»
- Фастів ТзОВ «Фірма Асава-сервіс»
- Харків телекомпанія «Альфа-Медіа»
- Херсон приватна ТРК «Вітал»
- Хмельницький ТВ-Сервіс
- Черкаси ЗАТ комерційна телекомпанія «TGS»
- Чернівці телекомпанія «Чернівецька КТВ»

## Розвиток компанії

### 2002 рік
Офіційно датою заснування компанії «Воля-кабель» вважається 1 червня 2002 року, проте фактично компанія почала створюватися ще у 1999-2000 роках, коли американська інвестиційна компанія «SigmaBleyzer» (заснована вихідцями з України) викупила та почала консолідувувати двох київських операторів — «Київтелемонтаж» (КТМ) та «ІнтерВідеоКиїв» (ІВК), обидва на той момент мали по 200 тисяч абонентів. 
Незабаром компанія «Воля-кабель» отримала активи «Львів-КТБ» (Львів) та «Піраміда» (Алчевськ, Луганська область). 
З 2002 року доступ до мережі Інтернет почав надаватися під назвою Воля Бродбенд(TM) (ВББ). Була проведена уніфікація наявних мереж до єдиного стандарту DOCSIS 1.0.
Того ж 2002 року почалася модернізація мережі для розширення смуги трансляції каналів, яка завершилася у 2006 році. 1 вересня 2002 року разом з наявним кабельним телебаченням аналогового формату було розпочато надання сигналу в цифровому форматі (DVB-C) під назвою Воля ПреміумТБ (TM) (ВПТБ). В «цифрі» тоді транслювалося 30 каналів. 

### 2004 рік
Станом на 1 січня 2004 року компанія надавала доступ до Інтернету для 8.5 тисяч абонентів. 
В II-му кварталі 2004 року в Києві діяло 5 контакт-центрів, Служба з роботи зі зверненнями громадян (СРЗГ), Диспетчерська служба (кол-центр). В квітні того ж року разом з КМДА було запроваджено пільгову підписку для малозабезпечених категорій, коли компанія знизила ціну на 50% і 50% компенсувала Київська державна адміністрація. 
1 травня 2004 року в цифровому телебаченні Києва було запущено функцію телегід (англ. EPG) . Станом на 1 червня 2004 року компанія обслуговувала сукупно пів мільйона абонентів в Києві, тоді ж було оголошено мету перейти на ретрансляцію винятково у цифровому стандарті та відмову від аналогового, перехід завершився в квітні 2010 року . Кількість абонентів ВПТБ впродовж року виросла з 3.8 тисяч до 15.5 тисяч, в планах на 2005 рік було оголошено 40 тисяч. 
Влітку 2004 року директора компанії Сергія Бойко, а також його заступника та бухгалтера затримувала прокуратура Дніпровського району міста Києва, також відбулося захоплення органами приміщень компанії. Формально причиною першого затримання було розповсюдження компанією Воля телеканалів з порнографічним змістом, другого затримання — ухиляння від сплати податків. Проте як зазначив колишній директор Волі — Брайан Бест, що в Україні всі політики мають власні канали і перед виборами хочуть щоби саме їхній канал був включений до найширшого пакету трансляції. Компанія Воля повідомила, що її спонукають до включення в мінімальний пакет телеканалу «Київська Русь» (тодішній бенефіціар — Геннадій Васильєв, генеральний прокурор). 
У зв'язку з цими подіями посол США в Україні Джон Гербст зазначив, що дії Генеральної прокуратури України можуть відлякати іноземних інвесторів з України. 
В кінці серпня до загальнодоступного пакету ретрансляції було включено донецький телеканал «Україна» (98% належить компанії «СКМ», бенефіціар — Рінат Ахметов). 

### 2005 рік
У 2005 році доступ до Мережі почав надаватися також у Львові  та в Алчевську. В Києві того ж року відбувся перехід на стандарт DOCSIS 2.0. 
Впродовж II-го кварталу до цифрового пакету було додано 14 українських каналів, які паралельно продовжували транслюватися в аналозі. До цього в цифрові пакети входили лише закордонні телеканали, відсутні в аналозі. На кінець року компанія транслювала в «цифрі» вже 74 телеканали та 24 радіостанції, та провела модернізацію 90% своїх київських мереж для широкосмугового доступу. 
14 жовтня 2005 року компанія «Воля» уклала угоду про співпрацю з Індустріальним телевізійним комітетом (об'єднання провідних телеканалів України). 
16 листопада 2005 року кол-центр почав працювати цілодобово .
На кінець року кількість абонентів Інтернету склала 42 тисячі .
У 2005 році до група компаній «Воля» почала також надавати послуги в Чернівцях. 
Було запущено портал абонента — можливість самостійного керування послугою абонентом через сайт. 

### 2006 рік
Сукупний дохід за результатами попереднього року склав 10 млн $, частка компанії на кабельному ринку, за власною оцінкою, становила 18,2%. Станом на початок року в компанії працювало вже 1,200 співробітників. В I-му півріччі рентабельність коливалася на рівні 10%-15%. 40% виручки приносив Інтернет. 
10 серпня 2006 року компанія Воля відкрила власний дата-центр в Печерському районі міста Києва на 2,000 серверів. Було створено окремий підрозділ на чолі з Олексієм Акуловим в межах компанії, який почав надавати послуги з хостингу серверів (колокація). 
В рамках розвитку triple-play 1 листопада 2006 року в тестове, а з 8 січня 2007 року і в комерційне використання було запущено голосовий зв'язок VoIP . Проте послуга в подальшому не набула широкого розповсюдження.
В жовтні на телефонних лініях кол-центру було запущено можливість автоматизованого керування послугами IVR. 
Того ж місяця розпочалося тестове надання послуги псевдовідео на вимогу NVoD. 
За підсумками року виручка компанії сягнула 31.68 млн $, чистий прибуток — 2.38 млн $. Компанія обслуговувала близько 450 000 абонентів аналогового телебачення (АТБ) з ARPU 4 $ та біля 130 000 абонентів цифрових послуг (Інтернет та Цифрове телебачення) з ARPU 6 $. 

### 2007 рік
В I-й половині року почав надаватися доступ до Інтернету і в Чернівцях. 
Станом на 1 червня штат компанії сягнув 2,000 співробітників. В Києві діяло 8 контакт-центів. Чисельність київських абонентів сягнула 600 000, в тому числі 40 000 абонентів користувалися пільговим тарифом для незахищених категорій громадян. 
Послуга псевдовідео на вимогу NVOD було запущено в комерційне використання.
В жовтні 2007 року на житловому масиві Оболонь міста Києва почався завершальний етап переведення кабельного телебачення на трансляцію у винятково цифровому стандарті та відмова від аналогового, так звана «цифризація».
За підсумками року чисельність абонентів інтернету та телебачення становила по 200 000. 
За підсумками року виручка компанії сягнула 270 млн ₴, чистий прибуток — 8 млн ₴. ARPU порівняно з 2006 роком суттєво не змінився. 

### 2008 рік
17 березня 2008 року в дата-центрі компанії було введено нову послугу — віртуальні виділені сервери VDS. 
29 липня 2008 року було оголошено про злиття компанії «Воля» (Aquorn Limited) з представництвами в 4-х містах та 14-ти регіональних кабельних операторів, що напряму управлялися американським інвестиційним фондом SigmaBleyzer (Oisiw Limited). Утворена таким чином компанія Volia ltd здобула представництво в 19-ти містах України та із загальним покриттям у 2.5 млн домогосподарств. Було розпочато процес уніфікації стандартів та перехід на єдиний бренд «Воля». Інший американський інвестфонд Providence Equity Partners інвестував в об'єднану компанію 300 млн $. 
Станом на 2008 рік цифрове телебачення надавалося також в Полтаві, Севастополі та Сімферополі. 

### 2009 рік
19 січня 2009 року у Києві відкрився другий майданчик дата-центру Volia, в кілька разів більший за перший, із загальною кількістю 8 000 юнітів. 
В березні в Києві розпочалася заміна підголовних станцій з метою підтримки стандарту Docsis 3.0. 
Впродовж 2009 року цифрове телебачення почало надаватися також у Вінниці та Харкові.
За підсумками року компанія обслуговувала 1.7 млн абонентів, зокрема понад 380 тисяв абонентів Інтернету. ARPU Інтернету становить 50-60 ₴, телебачення — 24-30 ₴, EBITDA у гривневому еквіваленті на рівні 40%. Сплачено податків до бюджетів усіх рівнів на суму 200 млн ₴, Обсяг загальних інвестиційних витрат становив 230 млн ₴. 

### 2010 рік
27 січня 2010 року Нацрада з питань телебачення і радіомовлення збільшила ліцензію «Волі» до 426 каналів (раніше було 150) та дала дозвіл на покриття 950 000 домогосподарств (раніше — 840 000 ). Компанія запровадила частотне наповнення на 172 каналів, проте планів наповнення всіх 426 каналів ще не розробляла. 
В березні 2010 року в усіх районах Києва було завершено перехід на цифрове телебачення (англ. DTT)  .
Завершено модернізацію підголовних станцій в усіх районах Києва та 1 березня 2010 року запущено надання доступу до Інтернету в стандарті Docsis 3.0 паралельно з наявним Docsis 2.0, спершу лише в секторі «бізнес для бізнесу» B2B, а згодом — 16 вересня 2010 року і для приватних осіб. 
16 серпня 2010 року було запущено в промо режимі перший HD-канал. 
Станом на кінець вересня чисельність абонентів Інтернету досягла 420.5 тисяч. 

### 2011 рік
1 січня 2011 року в Києві було запущено в комерційне користування окремий пакет каналів у форматі високої якості HDTV, з 1 грудня 2010 йшов в промо-режимі. 
1 лютого 2011 року в Черкасах було запущено в комерційний вжиток цифрове телебачення.
1 грудня 2011 року бренд «Воля» було запущено також в Дніпропетровську на базі ТзОВ ТРК «Фальстап», угода про купівлю була підписана ще 16 липня 2011 року.

### 2012 рік
2 квітня 2012 В шести дочірніх підприємствах: у Дніпропетровську, Львові, Полтаві, Севастополі, Сумах та Харкові на додачу до Києва також почав транслюватися пакет телеканалів у форматі HDTV.
22 жовтня 2012 Воля оголосила про завершення угоди про купівлю компанії Одеко. З'єднання компаній узгоджено Антимонопольним комітетом. Одеко має абонентську мережу в 11 містах: Волочиськ, Добротвір, Запоріжжя, Кременець, Луцьк, Львів, Теребовля, Тернопіль, Трускавець, Чернівці та Чортків. 
В грудні на додачу до головної станції в Києві було введено в дію резервну станцію з постачання телевізійного контенту в Черкасах. 

### 2013 рік
19 березня 2013 було запущено стандарт трансляції цифрового телебачення засобами OTT, через будь-який канал Інтернету.  Для OTT-телебачення було отримано ліцензії на телетрансляції для ще семи міст: Євпаторія, Кам'янець-Подільський, Коростень, Нетішин Нововолинськ, Старокостянтинів та Ніжин. 
Також в березні ВОЛЯ запускає послугу інтерактивного телебачення «ВОЛЯ Smart HD».
Запровадження послуги хмарного сервісу для малого та середнього бізнесу VoliaCloud.

### 2014 рік
Запуск п’яти власних телеканалів групи Воля Cine+: Воля Cine+ Hit HD, Воля Cine+ HD, Воля Cine+, Воля Cine+ Legend, Воля Cine+ Mix.
Цього ж року відбувся старт онлайн-кінотеатру Воля-Cinema та сервісу Мегахіт для замовлення і перегляду фільмів поштучно.
У листопаді було запущено онлайн-канал самообслуговування Портал абонента «Мій кабінет» та онлайн-спільноту користувачів Воля-Клуб.

### 2015 рік
У Вінниці, Запоріжжі, Києві, Луцьку та Львові збільшено швидкість доступу до Інтернету до 200 Мбіт/с.
Запуск My Volia — мобільного додатку порталу абонента "Мій кабінет" для операційних систем Android та iOS.

### 2016 рік
1 лютого  запущено перший український телеканал для дітей у форматі HD − Воля Cine+Kids. 
У співробітництві зі студією «Так Треба Продакшн» провайдер збільшує обсяги адаптованого зарубіжного контенту. Наприкінці 2015 року в ефір групи каналів «Воля Cine+» вийшли перші серії, озвучені українською мовою на потужностях цієї студії. 
В Хмельницькому відкрито власний call-центр компанії. 
З 1 листопада  покриття компанії розширено на місто Мелітополь та сусіднє селище Мирне, на основі абонентів ТОВ «ТВ-ПОНТ» і ТОВ «ВІВАНЕТ». 
7 грудня  оголошено про старт Програми лояльності «Мої бонуси» на порталі абонента. 

### 2017 рік
До Волі приєднується група компаній Airbites.  З 1 червня  абоненти у Львові, Рівному, Хмельницькому, Луцьку, Харкові та Івано-Франківську отримують послуги під брендом ВОЛЯ.
Мобільний додаток ВОЛЯ TV став доступним кожному мешканцю країни, навіть якщо він не є абонентом компанії.

### 2018 рік
Компанія отримала копію мобільного ліцензії lifecell та запустила спільну послугу «Все включено» — три послуги у одному пакеті —  інтернет, телебачення та мобільний зв'язок lifecell.
Презентація власного комедійного міні-серіалу «Волею випадку», сюжет якого засновано на реальних подіях, які траплялися з техніками та абонентами компанії.
ВОЛЯ спільно з каналами «Футбол 1/2» перемогла в тендері УЄФА й отримала офіційний статус і права на трансляцію всіх матчів Ліги чемпіонів і Ліги Європи сезонів 2018-2021 років.
Запуск додаткової послуги  інтерактивного телебачення «Воля Футбол+» —  прямі трансляції всіх матчів Ліги чемпіонів та Ліги Європи UEFA.

### 2019 рік
У березні компанія спільно з FOX NETWORKS GROUP запропонували абонентам новий VoD сервіс - бібліотеку FOXNOW.
1 липня  Джордж Жембері залишив посаду СЕО ВОЛЯ та передав операційне управління компанією Антону Дзюбенко. До вересня 2017 року він обіймав посаду Директора підрозділу зі взаємодії з клієнтами ВОЛЯ.
Директором з маркетингу компанії ВОЛЯ з 1 жовтня стала Сандра Крауіня.
З 1 листопада  абонентам доступний новий VoD сервіс (відео за запитом) Disney Channel on Demand в онлайн-кінотеатрі ВОЛЯ CINEMA. В онлайн-кінотеатрі доступний легальний контент від трьох каналів: Disney Junior, Disney XD та Disney Channel.
Ірландський спортивний телеканал Setanta Sports увійшов у пакети провайдера і став доступний у HD якості для абонентів базових розширених пакетів цифрового і інтерактивного телебачення.

## Власники

### Власники до 2020 року
Згідно з даних з відкритих джерел, станом на 31 грудня 2015 року, структура власності ТОВ "Воля-кабель" є наступною:
| Країна                 | Напряму/ Опосередковано | Відсоток власності | Власник | Примітки |
| США/ Кайманові Острови | (опосередковано)*       | 34.92%             | Providence Equity Partners VI International LP | 34.92% опосередковано належать інвестиційному фонду Providence Equity Partners VI International LP (Кайманові острови/США) |
| Різні країни           | (опосередковано)*       | 27.37%             | Colisar Enterprises Limited (Cyprus) Eton Pafle Fund L.P. (USA) Eton Park Master Fund Ltd. (Cayman) UKRN III New World Growth Co. Limited (Cyprus) ELQ Investors II Limited (UK)                                    | загалом 27.37% належать у нерівному співвідношенні Colisar Enterprises Limited (Cyprus), Eton Pafle Fund L.P. (USA), Eton Park Master Fund Ltd. (Cayman), UKRN III New World Growth Co. Limited (Cyprus), ELQ Investors II Limited (UK)                                                          |
| Різні країни           | (опосередковано)*       | 12.24%             | Andalusian Global Limited (Ireland) Alpha Secondary III LP Harald Quandt Family Trust GmbH (Germany) Elo Investors Limited (Goldman Sachs) Kuwait Investment Authority (Kuwait) UBS AG (Switzerland) інші інвестори | загалом 12.24% належить у нерівному співвідношенні таким інвесторам як Andalusian Global Limited (Ireland), Alpha Secondary III LP, Harald Quandt Family Trust GmbH (Germany) Elo Investors Limited (Goldman Sachs), Kuwait Investment Authority (Kuwait), UBS AG (Switzerland) іншим інвесторам |
| Європейський Союз      | (опосередковано)*       | 7.42%              | ЄБРР (ЄС) | ЄБРР опосередковано володіє 37.39% Braeside Investments LTD, яка в свою чергу володіє 11.68% Volia Limited та 20% економічних прав Konkur Investments LTD, яка в свою чергу володіє 15.3% Volia Limited                                                                                          |
| Різні країни           | (опосередковано)*       | 7.32%              | Edmond de Rothschild Europportunities (Luxemburg) UBS AG (Switzerland) інші інвестори | Ззагалом 7.32% опосередковано належить, через Braeside Investments LTD, яка в свою чергу володіє 11.68% Volia Limited, у нерівному співвідношенні таким інвесторам як Edmond de Rothschild Europportunities (Luxemburg), UBS AG та іншим інвесторам                                              |
| США                    | (опосередковано)*       | 5.98%              | Apalose Investment L.P.I (США) | Загалом 5.98% опосередковано належить Apalose Investment L.P.I (США) |
| Бельгія                | (опосередковано)*       | 4.75%              | Gestion Mobiliere, Patrimoniale et Immobiliere S.A. (Бельгія) | Загалом 4.75% опосередковано належить Gestion Mobiliere, Patrimoniale et Immobiliere S.A. (Бельгія) |
| Всього                 | -                       | 100%               | - | - |

- Примітка: ТОВ "Воля-кабель" має складну структуру власності, де кінцеві бенефіціарні власники володіють різноманітними шелл-компаніями з Кайманових островів, Кіпру, та Нідерландів, які є номінальними власниками ЗАТ «Воля-кабель».

27 грудня 2020 року було оголошено про домовленысть компаній "Volia" та "Датагруп" про придбання останньою 100% ТОВ "Воля-Кабель". Наразі угода чекає на дозвіл антимонопольного комітету.

### Власники після 2020 року
У грудні 2020 року 100% акцій Volia викупила український медіаконгломерат Datagroup. Операція очікує погодження АМКУ, яке розпочало розгляд питання щодо поглинання Datagroup компанії Volia (шляхом придбання трьох офшорних компаній-кінцивих власників Volia) у січні 2021 року.

## Корпоративна соціальна відповідальність
Згідно з внутрішнього регламенту ВОЛЯ є соціально орієнтованою компанією. Одне з її завдань — створення в Україні нового ділового середовища, базовими принципами якого є відкритість, бездоганна репутація та соціальна відповідальність. 

### Глобальний договір ООН
2006 року компанія ВОЛЯ долучилася до Глобального договору, за ініціативи представництва ООН в Україні. Мета цього договору — просування десяти основоположних принципів у сфері дотримання прав людини, трудових відносин, охорони навколишнього середовища й боротьби з корупцією. 

### Підтримка волонтерського руху
У 2015 році ВОЛЯ почала надавати фінансову підтримку «Волонтерському руху Буковини».  Також через цю організацію компанія передала комп’ютерну техніку й засоби зв’язку військовим частинам ЗСУ. Багато співробітників компанії беруть участь у волонтерському русі, підтримуючи бійців із зони проведення антитерористичної операції під час їх лікування та реабілітації. Співробітники компанії спільно з київською волонтерською організацією «Еко-сотня» провели також збір макулатури, кошти від якої пішли на допомогу пораненим АТО.
Компанія співпрацює зі спеціалізованим фондом "КРАБ". Фонд надає паліативну допомогу дітям з онкозахворюваннями, реабілітацією і матеріальною підтримкою сімей, а також інформуванням суспільства про проблеми дитячої онкології.
Також компанія співпрацює із благодійним фондом розвитку комп'ютерних та інформаційних технологій для інвалідів "АІК".

### Підтримкадефлімпійцівіпаралімпійців
У березні 2015 року ВОЛЯ, яка є офіційним партнером Національного комітету спорту інвалідів України, підтримала Національну дефлімпійську збірну України на XVIII зимових Дефлімпійських іграх, де за загальною кількістю медалей збірна України здобула третє місце. Компанія надає  фінансову допомогу спортсменам, котрі готуються до Паралімпійських ігор-2016, що пройшли в Бразилії.

### Підтримка Міжнародного турніру зі спортивної гімнастики «Кубок Нації»
Із 2011 року ВОЛЯ підтримує Міжнародний турнір зі спортивної гімнастики «Кубок Нації», який організовує олімпійська чемпіонка Стелла Захарова. Він сприяє підсиленню іміджу України на міжнародній арені як видатної спортивної країни. У 2015 році у змаганнях турніру взяли участь спортсмени з Білорусі, Греції, Литви, Мексики, Молдови, Словенії, Тунісу, Угорщини та України. 

## Телеканали
Телеканали мовлять виключно у кабельній мережі провайдеру Volia та у всіх OTT-платформах та супутнику
Cine+ - Фільми від відомих світових кіностудій, створенних в різний час: «екшн» та фантастика, комедії та драми, новинки фестивального кіно та нові яскраві мультфільми.
Cine+ Hit HD - Кінотеатральні релізи, найхітніші та касові фільми. Голівудські блокбастери усіх жанрів с акторами та режисерами удостоєними найпрестижніших нагород кіноіндустрії. Підбірка кращих фільмів останніх 5 років в HD-якості.
Cine+ Kids — Дитячий телеканал, який призначений для дитячої та підліткової аудиторії. Дітлахів чекають зустрічі з героями улюблених казок та мультфільмів, а школярам телеканал пропонує захоплюючі підліткові фільми. Контент буде цікавий та дорослим, які разом з дітьми будуть мати можливість насолоджуватись сімейним переглядом блокбастерів від кращих кіностудій світу. Почав мовлення в 2016 році.
Cine+ Kids HD — Дитячий телеканал, який призначений для дитячої та сімейної аудиторії. Дітлахів чекають зустрічі з героями улюблених казок та мультфільмів, а школярам телеканал пропонує захоплюючі підліткові фільми. Контент буде цікавий та дорослим, які разом з дітьми будуть мати можливість насолоджуватись сімейним переглядом блокбастерів від кращих кіностудій світу в HD-якості відео та яскравому звуковому супроводі.
Cine+ Legend — Фільми, що стали легендарними. Це картини, що залишили слід в історії кінематографа, які завжди приємно дивитися та переглядати. Канал запропонує глядачам сучасні картини, які вже встигли статм класикою, адже світ кіно стрімко розвивається. Почав мовлення у 2014 році.
Cine+ Trailers — Анонси фільмів, доступних до перегляду на каналах Cine+ hit, Cine+, Cine+ legend и Cine+ Kids. Почав мовлення в 2014 році.

## Критика
- Відомі випадки порушення компанією «Воля» абонентського договору для збільшення власних прибутків, з подальшим перепродажем утвореної таким чином заборгованісті колекторськім агенціям, які використовують незаконні методи для отримання боргів. [93]
- У багатьох випадках, навіть після розірвання договору, компанія «Воля» проводить агресивну політику погроз для колишніх абонентів, приписуючи неіснуючі борги та погрожуючи листівками щодо неіснуючого боргу з передачею персональних даних колекторським компаніям, у ряді випадків, такі абоненти на момент погроз можуть мати розірваний договір.[94]
- 25 квітня 2012 на телеканалі ТВі з'явився сюжет про діяльність колекторської фірми «Укрфінанси», якій компанія «Воля» продавала борги абонентів. «Укрфінанси» застосовували погрози та шантаж для вибивання боргів, доводячи окремих людей до самогубства. [95]
- Втім, вже наступного дня ТВі видалив сюжет. Автор сюжету, Дмитро Гнап у своєму блозі пояснив, що сюжет видалили, оскільки «Воля» забезпечує 60% аудиторії ТВі і керівництво каналу не хоче сваритися з кабельним оператором. [96] Головний редактор телеканалу Микола Княжицький у своєму блозі пояснив рішення про вилучення сюжету з сайту телеканалу та з Youtube партнерськими стосунками з «Волею», зазначивши, що «згадувати Волю без їхньої точки зору було некоректно», а також що він сам подзвонив до директора «Волі» та вибачився, що сюжет був поданий однобічно. [97]
- У 2007–2008 роках, у Києві компанія провадила масові відключення абонентів від послуги аналогового телебачення з пропозицією укласти договір на послуги цифрового телебачення, що вимагає установки спеціального декодера. Відключення відбувались без згоди абонентів, що є порушенням договору. Антимонопольний комітет України рекомендував «Волі-Кабель» утриматися від припинення надання послуг в аналоговому стандарті до проведення роз'яснювальної роботи з абонентами. [98] А Національна рада з питань телебачення та радіомовлення звернулась до суду з позовом про анулювання ліцензії.[99]

## Нагороди
Компанія «Воля» тричі визнавалася найкращою у номінації «Кабельне телебачення року» конкурсу споживчих уподобань «Фаворити Успіху».
Кращий постачальник телеконтенту Telecom Awards 2018, 2019.
Номінант премії "Премии HR-бренд Украина" 2019.
Володар нагороди Dzwinner - 2016 "Проект року", Dzwinner - 2017 "Проект року" та "Продавець року".